# Lucjusz Marcjusz Cenzorinus
Lucius Marcius Censorinus – rzymski konsul w roku 149 p.n.e., uczestnik III wojny punickiej.